# قائمة رؤساء بولندا
يتم اختيار رئيس بولندا لفترة رئاسية مدتها 5 سنوات في انتخابات عامة متساوية ومباشرة ويمكن اختياره مرة أخرى ولمرة واحدة فقط. ويعد هو أعلى سلطة رئاسية في البلاد، ومن مهامه مراعاة تطبيق الدستور والحفاظ على أمن الدولة. كما يقوم بتنصيب رئيس مجلس الوزراء (رئيس الوزراء)، وبناء على طلب رئيس الوزراء يقوم بتعيين الوزراء، الجهاز التنفيذي للرئيس هو ديوان الرئاسة.

## جمهورية بولندا الثانية (1918 - 1939)

### رئيس الدولة
| الصورة | الصورة               | الاسم (الميلاد–الوفاة)     | استلم المنصب   | ترك المنصب     | الحزب السياسي | ملاحظات                         |
| ------ | -------------------- | -------------------------- | -------------- | -------------- | ------------- | ------------------------------- |
| –      | Jozef Pilsudski1.jpg | يوزف بيوسودسكي (1867–1935) | 14 نوفمبر 1918 | 11 ديسمبر 1922 | مستقل         | رئيس الدولة المؤقت حتى عام 1918 |

### رئيس الجمهورية
| الصورة | الصورة                      | الاسم (الميلاد–الوفاة)                   | استلم المنصب    | ترك المنصب                     | الحزب السياسي                                                      | الانتخابات       | ملاحظات                                                          |
| ------ | --------------------------- | ---------------------------------------- | --------------- | ------------------------------ | ------------------------------------------------------------------ | ---------------- | ---------------------------------------------------------------- |
| 1      | Narutowicz.png              | غابرييل ناروتوفيتش (1865–1922)           | 11 ديسمبر 1922  | 16 ديسمبر 1922(توفي في المنصب) | مستقل بدعم من Polish People's Party "Wyzwolenie"                   | 1922             | أول رئيس لبولندا. اغتيل بعد 5 أيام فقط من توليه المنصب           |
| –      | Rataj.png                   | Maciej Rataj (1884–1940) بالوكالة        | 16 ديسمبر 1922  | 22 ديسمبر 1922                 | Polish People's Party "Piast"                                      | —                | مشير السيم ‏                                                      |
| 2      | S Wojciechowski.png         | ستنيسو فوشيكوفسكي (1869–1953)            | 22 ديسمبر 1922  | 14 مايو 1926(خلع)              | Polish People's Party "Piast"                                      | ديسمبر 1922 (II) | خلعه مارشال بولندا يوزف بيوسودسكي في انقلاب مايو ‏                |
| –      | Rataj.png                   | ماسيج راتاج (1884–1940) بالوكالة         | 14 مايو 1926    | 4 يونيو 1926                   | Polish People's Party "Piast"                                      | —                | رئيس مجلس النواب                                                 |
| –      | Jozef Pilsudski1.jpg        | يوزف بيوسودسكي (1867–1935)الرئيس المنتخب | لم يستلم المنصب | لم يستلم المنصب                | مستقل                                                              | مايو 1926 ‏       | انتخب الجمعية الوطنية بيوسودسكي رئيسا لكنه رفض تولي منصبه.       |
| 3      | Ignacy Mościcki (-1934).jpg | إغناسي مويسيكي ‏ (1867–1946)              | 4 يونيو 1926    | 30 سبتمبر 1939                 | مستقل بدعم من Nonpartisan Bloc for Cooperation with the Government | يونيو 19261933 ‏  | نفيت حكومة موشيكي إلى مملكة رومانيا بعد غزو بولندا في 17 سبتمبر. |

## الحكومة البولندية في المنفى (1939–1990)
شُكلت حكومة بولندية في المنفى تحت حماية فرنسا وبريطانيا بعد غزو ألمانيا. اعترفت المملكة المتحدة والولايات المتحدة برئيس الجمهورية والحكومة في المنفى حتى 6 يوليو 1945 عندما اعترف الحلفاء الغربيون بالحكومة الشيوعية التي يدعمها جوزيف ستالين. استمر وجود الحكومة في المنفى في لندن حتى انتخاب ليخ فاليسا رئيسا لجمهورية بولندا في ديسمبر 1990، حيث سلمت سلطاتها الرسمية وشارات الجمهورية البولندية الثانية إلى الرئيس المنتخب فاليسا في حفل أقيم في قلعة وارسو الملكية في 22 ديسمبر 1990.
| الصورة | الصورة                                          | الاسم (الميلاد–الوفاة)            | استلم المنصب   | ترك المنصب                    | الحزب السياسي | ملاحظات                                                                           |
| ------ | ----------------------------------------------- | --------------------------------- | -------------- | ----------------------------- | ------------- | --------------------------------------------------------------------------------- |
| 1      | Raczkiewicz.png                                 | Władysław Raczkiewicz (1885–1947) | 30 سبتمبر 1939 | 6 يونيو 1947(توفي في المنصب)  | مستقل         | فقدت حكومته اعتراف الحلفاء الغربيين في 6 يوليو 1945.                              |
| 2      | Bundesarchiv Bild 102-11032, August Zaleski.jpg | أغسطس زاليسكي (1883–1972)         | 9 يونيو 1947   | 7 أبريل 1972(توفي في المنصب)  | مستقل         |                                                                                   |
| 3      | Stanislaw Ostrowski.gif                         | ستنيسو أوستروفسكي (1892–1982)     | 9 أبريل 1972   | 24 مارس 1979                  | مستقل         |                                                                                   |
| 4      | Edward Raczyński (-1939).jpg                    | Edward Raczyński (1891–1993)      | 8 أبريل 1979   | 8 أبريل 1986                  | مستقل         |                                                                                   |
| 5      | Sabbat.jpg                                      | كازيميرز سابات (1913–1989)        | 8 أبريل 1986   | 19 يوليو 1989(توفي في المنصب) | مستقل         |                                                                                   |
| 6      | Polski prezydent bywaly.jpg                     | ريزارد كاسزورووسكي (1919–2010)    | 19 يوليو 1989  | 22 ديسمبر 1990                | مستقل         | استقال كاتشوروفسكي في 22 ديسمبر 1990 بعد انتخاب ليخ فاليسا رئيسا لجمهورية بولندا. |

## جمهورية بولندا الشعبية (1944–1989)

### رئيس المجلس الوطني للدولة
تأسست الحكومة المؤقتة لجمهورية بولندا تحت الحماية السوفيتية في 31 ديسمبر 1944 واعترفت بها الولايات المتحدة والمملكة المتحدة في 6 يوليو 1945. أصبحت حكومة الوحدة الوطنية في 28 يونيو 1945 وفي النهاية إلى حكومة جمهورية بولندا الشعبية في 19 فبراير 1947.
| الصورة | الصورة | الاسم (الميلاد–الوفاة)     | استلم المنصب   | ترك المنصب    | الحزب السياسي       | ملاحظات |
| ------ | ------ | -------------------------- | -------------- | ------------- | ------------------- | ------- |
| 1      |        | بوليسلاف بيروت (1892–1956) | 31 ديسمبر 1944 | 4 فبراير 1947 | حزب العمال البولندي |         |

### رئيس الجمهورية
| الصورة | الصورة | الاسم (الميلاد–الوفاة)                    | استلم المنصب  | ترك المنصب     | الحزب السياسي                                   | الانتخابات | ملاحظات                                                      |
| ------ | ------ | ----------------------------------------- | ------------- | -------------- | ----------------------------------------------- | ---------- | ------------------------------------------------------------ |
| –      |        | Franciszek Trąbalski (1870–1964) بالوكالة | 4 فبراير 1947 | 4 فبراير 1947  | حزب العمال البولندي                             | —          |                                                              |
| –      |        | فلاديسلاف كوالسكي (1894–1958) بالوكالة    | 4 فبراير 1947 | 5 فبراير 1947  | حزب العمال البولندي                             | —          | مشير السيم ‏                                                  |
| 1      |        | بوليسلاف بيروت (1892–1956)                | 5 فبراير 1947 | 20 نوفمبر 1952 | حزب العمال البولندي/ حزب العمال البولندي الموحد | 1947 ‏      | أصبح من ديسمبر 1948 الأمين العام لحزب العمال البولندي المتحد |

### رئيس مجلس الدولة
ألغى دستور يوليو في عام 1952 منصب الرئيس وأصبح مجلس الدولة هو رأس الدولة ورؤسائه مدرجون أدناه. كانت السلطة الحقيقية تقع على عاتق حزب العمال البولندي الموحد (PZPR) ولجنته المركزية والأمين العام/السكرتير الأول.
| الصورة | الصورة | الاسم (الميلاد–الوفاة)          | استلم المنصب   | ترك المنصب                   | الحزب السياسي              | ملاحظات                                             |
| --- | ------ | ------------------------------- | -------------- | ---------------------------- | -------------------------- | --------------------------------------------------- |
| 1 |        | Aleksander Zawadzki (1899–1964) | 20 نوفمبر 1952 | 7 أغسطس 1964(توفي في المنصب) | حزب العمال البولندي الموحد | توفي في منصبه (السرطان)                             |
| أصبح نواب رئيس مجلس الدولة: إدوارد أوشاب وستانيسلاف كولتشينسكي وأوسكار ر. لانج وبوليسلاف بوديدورني رؤساء الدولة بالوكالة. |        |                                 |                |                              |                            |                                                     |
| 2 |        | Edward Ochab (1906–1989)        | 12 أغسطس 1964  | 10 أبريل 1968                | حزب العمال البولندي الموحد |                                                     |
| 3 |        | Marian Spychalski (1906–1980)   | 10 أبريل 1968  | 23 ديسمبر 1970               | حزب العمال البولندي الموحد |                                                     |
| 4 |        | Józef Cyrankiewicz (1911–1989)  | 23 ديسمبر 1970 | 28 مارس 1972                 | حزب العمال البولندي الموحد |                                                     |
| 5 |        | هنريك جابونسكي ‏ (1909–2003)     | 28 مارس 1972   | 6 نوفمبر 1985                | حزب العمال البولندي الموحد |                                                     |
| 6 |        | فويتشخ ياروزلسكي (1923–2014)    | 6 نوفمبر 1985  | 19 يوليو 1989                | حزب العمال البولندي الموحد | كان أيضا السكرتير الأول لحزب العمال البولندي الموحد |

### الأمناء الأوائل لحزب العمال البولندي وحزب العمال البولندي الموحد
| الاسم (الميلاد–الوفاة) | الاسم (الميلاد–الوفاة)           | الصورة | استلم المنصب   | ترك المنصب                   |
| ---------------------- | -------------------------------- | ------ | -------------- | ---------------------------- |
|                        | فواديسواف غوموكا (1905–1982)     |        | 23 نوفمبر 1943 | 10 أغسطس 1948                |
|                        | بوليسلاف بيروت (1892–1956)       |        | 10 أغسطس 1948  | 12 مارس 1956(توفي في المنصب) |
|                        | Edward Ochab (1906–1989)         |        | 20 مارس 1956   | 21 أكتوبر 1956               |
|                        | فواديسواف غوموكا (1905–1982)     |        | 21 أكتوبر 1956 | 20 ديسمبر 1970               |
|                        | Edward Gierek (1913–2001)        |        | 20 ديسمبر 1970 | 6 سبتمبر 1980                |
|                        | Stanisław Kania (1927–2020)      |        | 6 سبتمبر 1980  | 18 أكتوبر 1981               |
|                        | فويتشخ ياروزلسكي (1923–2014)     |        | 18 أكتوبر 1981 | 29 يوليو 1989                |
|                        | Mieczysław Rakowski* (1926–2008) |        | 29 يوليو 1989  | 29 يناير 1990                |

## جمهورية بولندا (1989–الآن)
|   | الصورة | الاسم (الميلاد–الوفاة)                    | استلم المنصب   | ترك المنصب                    | الحزب السياسي                                 | الانتخابات | ملاحظات |
| - | ------ | ----------------------------------------- | -------------- | ----------------------------- | --------------------------------------------- | ---------- | --- |
| 1 |        | فويتشخ ياروزلسكي (1923–2014)              | 19 يوليو 1989  | 22 ديسمبر 1990(استقال)        | حزب العمال البولندي الموحد(حتى 30 يناير 1990) | 1989 ‏      | أُلغي مجلس الدولة في أعقاب اتفاق المائدة المستديرة البولندي بين حزب العمال البولندي الموحد وحركة تضامن. وانتخبه البرلمان رئيسا للجمهورية الشعبية.      |
| 2 |        | ليخ فاونسا (مايو 1943)                    | 22 ديسمبر 1990 | 22 ديسمبر 1995                | Solidarity Citizens' Committee                | 1990       | أول رئيس ينتخب بالاقتراع الشعبي |
| 3 |        | ألكسندر كفاشنيفسكي (مايو 1954)            | 23 ديسمبر 1995 | 23 ديسمبر 2005                | Democratic Left Alliance                      | 19952000   | عضو مجلس النواب (1991–95). انتخاب مرتين |
| 4 |        | ليخ كاتشينسكي (1949–2010)                 | 23 ديسمبر 2005 | 10 أبريل 2010(توفي في المنصب) | حزب العدالة والقانون البولندي                 | 2005       | عضو مجلس الشيوخ (1989–91) وعضو مجلس النواب (1991–93 و 2001–02) وعمدة وارسو (2002-2005). توفي في حادث تحطم طائرة                                       |
| – |        | برونيسواف كوموروفسكي (مايو 1952) بالوكالة | 10 أبريل 2010  | 8 يوليو 2010                  | حزب المنصة المدنية                            | —          | رئيس مجلس النواب. أصبح رئيسًا بالوكالة كونه رئيس مجلس النواب بعد وفاة كاتشينسكي، أصبح رئيسًا بعد فوزه في الانتخابات الرئاسية لعام 2010                  |
| – |        | Bogdan Borusewicz (مايو 1949) بالوكالة    | 8 يوليو 2010   | 8 يوليو 2010                  | حزب المنصة المدنية                            | —          | رئيس مجلس الشيوخ. القائم بأعمال الرئيس لمدة تقل عن يوم واحد بين استقالة كوموروفسكي من منصب رئيس مجلس النواب وأداء Grzegorz Schetyna اليمين الدستورية. |
| – |        | Grzegorz Schetyna (مايو 1963) بالوكالة    | 8 يوليو 2010   | 6 أغسطس 2010                  | حزب المنصة المدنية                            | —          | رئيس مجلس النواب. شغل منصب القائم بأعمال الرئيس حتى أدى كوموروفسكي اليمين الدستورية.                                                                  |
| 5 |        | برونيسواف كوموروفسكي (مايو 1952)          | 6 أغسطس 2010   | 6 أغسطس 2015                  | حزب المنصة المدنية                            | 2010       | عضو مجلس النواب (1991-2010) ورئيس مجلس النواب (2007-10) والرئيس بالوكالة (2010).                                                                      |
| 6 |        | أندجي دودا (مايو 1972)                    | 6 أغسطس 2015   | في المنصب                     | حزب العدالة والقانون البولندي                 | 20152020   | عضو مجلس النواب (2011–14) وعضو البرلمان الأوروبي (2014–15). انتخاب الرئيس الثاني للجمهورية الثالثة مرتين                                              |

## وصلات خارجية
- السكرتير الأول ورئيس الوزراء موسوعة الدول.